# 1956 en Bretagne
 Chronologie de la Bretagne
- 1952
- 1953
- 1954
- 1955
- 1956
- 1957
- 1958
- 1959
- 1960

Cette page recense des événements qui se sont produits durant l'année 1956 en Bretagne.

## Société

### Naissance
- 14 janvier à Brest : Pierre-André Cousin, peintre, illustrateur et graphiste français.

### Décès
- 5 août : Théophile Briant, né à Douai et mort à Paramé, poète breton. Il crée en 1934 la revue Le Goéland. Ses thèmes : la mer, le vent et la Bretagne mystique[1].

## Politique

### Élections législativesdu2 janvier
- Élections législatives de 1956 dans les Côtes-d'Armor
- Élections législatives de 1956 dans le Finistère
- Élections législatives de 1956 en Ille-et-Vilaine
- Élections législatives de 1956 dans le Morbihan